# Заболотовское сельское поселение
Заболотовское сельское поселение — упразднённое муниципальное образование в Ольховатском районе Воронежской области.
Административный центр — посёлок Заболотовка.

## История
Состав и границы сельского поселения определялись Законом Воронежской области от 16 июля 2004 года № 42-ОЗ.
Законом Воронежской области от 2 октября 2013 года № 118-ОЗ, Ольховатское городское поселение, Базовское и Заболотовское сельские поселения преобразованы путём объединения в Ольховатское городское поселение с административным центром в рабочем посёлке Ольховатка.

## Административное деление
В состав поселения входили:
- посёлок Заболотовка,
- посёлок Бугаевка,
- посёлок Саловка.